# One Man's Law
Pour plus de détails, voir Fiche technique et Distribution.
One Man's Law est un film américain réalisé par George Sherman, sorti en 1940.

## Fiche technique
- Titre : One Man's Law
- Réalisation : George Sherman
- Scénario : Bennett Cohen (en) et Jack Natteford
- Photographie : Reggie Lanning
- Montage : Lester Orlebeck (en)
- Pays de production : États-Unis
- Format : Noir et blanc - 1,37:1
- Genre : western
- Durée : 57 minutes
- Date de sortie : 1940

## Distribution
- Donald Barry : Jack Summers
- Janet Waldo : Joyce Logan
- George Cleveland : Juge Wingate
- Dub Taylor : Nevady
- Edmund Cobb : Red Mathews
- Dick Elliott : Prendergast
- James H. McNamara : George Martin
- Robert Frazer : Russell Fletcher
- Rex Lease : Spike Hudkins
- Edward Peil Sr. : Joel Winters
- Fred Toones : Snowflake